# HMS Holmes (K581)
HMS Holmes (K581) là một tàu frigate lớp Captain của Hải quân Hoàng gia Anh hoạt động trong Chiến tranh Thế giới thứ hai. Nó nguyên được Hoa Kỳ chế tạo như chiếc DE-572, một tàu hộ tống khu trục lớp Buckley, và chuyển giao cho Anh Quốc theo Chương trình Cho thuê-Cho mượn (Lend-Lease). Là chiếc tàu chiến thứ hai của Hải quân Anh được đặt cái tên này, tên nó được đặt theo Đô đốc Robert Holmes (khoảng 1622-1692), người đã từng tham gia các cuộc Chiến tranh Anh-Hà Lan thứ hai và thứ ba. Nó đã phục vụ cho đến khi chiến tranh kết thúc tại Châu Âu, hoàn trả cho Hoa Kỳ năm 1945, và cuối cùng bị bán để tháo dỡ vào năm 1947.

## Thiết kế và chế tạo
Buckley là một trong số sáu lớp tàu hộ tống khu trục được Hải quân Hoa Kỳ chế tạo nhằm đáp ứng nhu cầu hộ tống vận tải trong Thế Chiến II, sau khi Hoa Kỳ chính thức tham chiến vào cuối năm 1941. Chúng hầu như tương tự nhau, chỉ với những khác biệt về hệ thống động lực và vũ khí trang bị. Động cơ của phân lớp Backley bao gồm hai turbine hơi nước General Electric để dẫn động hai máy phát điện vận hành hai trục chân vịt, và dàn vũ khí chính bao gồm 3 khẩu pháo pháo 3 in (76 mm)/50 cal.
Những chiếc phân lớp Buckley (TE) có chiều dài ở mực nước 300 ft (91 m) và chiều dài chung 306 ft (93 m); mạn tàu rộng 37 ft 1 in (11,30 m) và độ sâu mớn nước khi đầy tải là 11 ft 3 in (3,43 m). Chúng có trọng lượng choán nước tiêu chuẩn 1.430 tấn Anh (1.450 t); và lên đến 1.823 tấn Anh (1.852 t) khi đầy tải. Hệ thống động lực bao gồm hai nồi hơi và hai turbine hơi nước General Electric công suất 13.500 mã lực (10.100 kW), dẫn động hai máy phát điện công suất 9.200 kilôwatt (12.300 hp) để vận hành hai trục chân vịt;  công suất 12.000 hp (8.900 kW) cho phép đạt được tốc độ tối đa 23 kn (26 mph; 43 km/h). Con tàu mang theo 359 tấn Anh (365 t) dầu đốt, cho phép di chuyển đến 6.000 nmi (6.900 mi; 11.000 km) ở vận tốc đường trường 12 kn (14 mph; 22 km/h).
Vũ khí trang bị bao gồm pháo 3 in (76 mm)/50 cal trên ba tháp pháo nòng đơn đa dụng (có thể đối hạm hoặc phòng không), gồm hai khẩu phía mũi và một khẩu phía đuôi. Vũ khí phòng không tầm gần bao gồm hai pháo Bofors 40 mm và tám pháo phòng không Oerlikon 20 mm. Con tàu có ba ống phóng ngư lôi Mark 15 21 inch (533 mm). Vũ khí chống ngầm bao gồm một dàn súng cối chống tàu ngầm Hedgehog Mk. 10 (có 24 nòng và mang theo 144 quả đạn); hai đường ray Mk. 9 và bốn máy phóng K3 Mk. 6 để thả mìn sâu. Thủy thủ đoàn đầy đủ bao gồm 200 sĩ quan và thủy thủ.
Holmes được đặt lườn như là chiếc DE-572 tại xưởng tàu của hãng Bethlehem-Hingham Steel Shipyard ở Hingham, Massachusetts vào ngày 27 tháng 10, 1943 và được hạ thủy vào ngày 18 tháng 12, 1943. Con tàu được chuyển giao cho Anh Quốc và nhập biên chế cùng Hải quân Anh như là chiếc HMS Holmes (K581) vào ngày 31 tháng 1, 1944  dưới quyền chỉ huy của Hạm trưởng, Đại úy Hải quân David Brian Gladstone Dumas.

## Lịch sử hoạt động

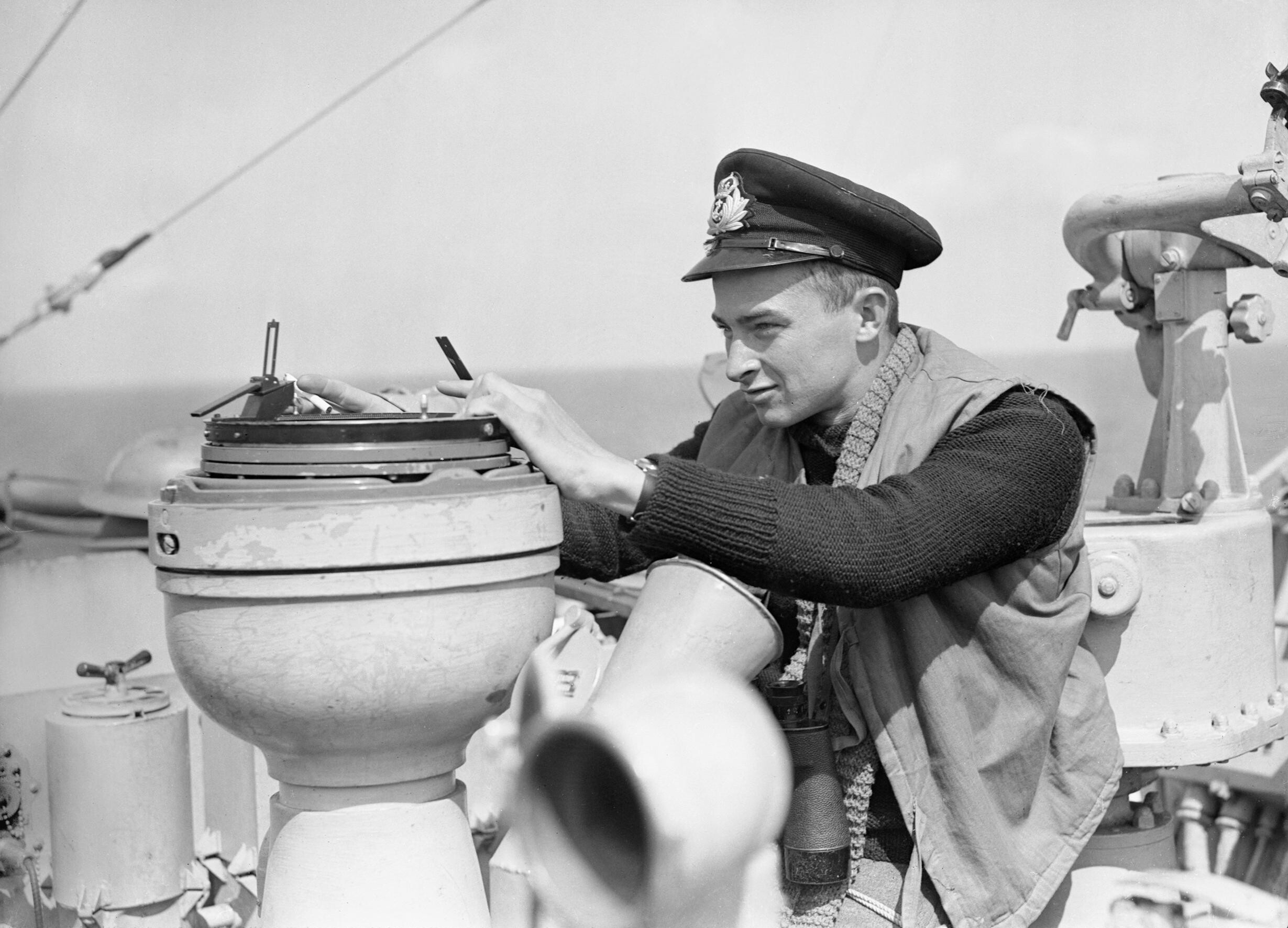
Một sĩ quan đang đo góc la bàn trên HMS Holmes, đang khi hộ tống các tàu tiếp vận Đồng Minh đi sang bãi đổ bộ Normandy

Holmes đã phục vụ dưới quyền Bộ chỉ huy Nore trong cuộc chiến tranh khi tham gia hộ tống vận tải ven biển và hoạt động tuần tra chống tàu ngầm tại eo biển Manche và Bắc Hải. Nó là chiếc tàu chiến duy nhất dưới quyền Bộ chỉ huy Nore tham gia trực tiếp vào cuộc đổ bộ Normandy vào ngày 6 tháng 6, 1944, khi nó được giữ lại tại Clyde dự định gia nhập cùng các tàu chị em, nhưng lại được phái gặp gỡ Nelson (28) tại Milford Haven và hộ tống chiếc thiết giáp hạm đi sang vị trí bắn phá ngoài khơi bãi đổ bộ vào đúng ngày D. Nó ở lại khu vực đổ bộ để hoạt động tuần tra chống tàu ngầm cho đến hết tháng 6 và đầu tháng 7, hộ tống các đoàn tàu quay trở lại khu vực cửa sông Thames, trước khi quay lại dưới quyền Bộ chỉ huy Nore.
Đến cuối năm 1944, Holmes chuyển sang hoạt động như tàu Frigate Kiểm soát Lực lượng Duyên hải, chỉ huy một chi hạm đội xuồng phóng lôi hoạt động tại eo biển Manche và Bắc Hải nhằm đối phó các tàu E-Boat đối phương. Vào ngày 8 tháng 3, 1945, con tàu từng khai nhận đã đánh chìm được tàu ngầm Đức U-275 sau khi chiếc U-boat phóng ngư lôi nhắm vào chiếc tàu buôn Lornaston trong đoàn tàu vận tải. Tuy nhiên, tài liệu của Hải quân Đức thu được sau chiến tranh không xác nhận chiến công này, vì U-275 chỉ bị đắm hai ngày sau đó do trúng thủy lôi trong eo biển Manche về phía Nam Newhaven.
Sang tháng 4, Holmes cùng tàu chị em Cosby (K559) được điều động sang Chi hạm đội Devonport. Cho dù chiến tranh đã sắp chấm dứt, hoạt động của tàu E-boat đối phương tại eo biển Manche và Bắc Hải vẫn rất tích cực do chưa chiếm được các căn cứ hoạt động của chúng. Sau khi xung đột kết thúc, nó tiếp tục hoạt động tại Devonport, nhưng ít khi ra khơi, cho đến tháng 11, khi nó đi đến Chatham để tháo dỡ các thiết bị Anh và cắt giảm nhân sự thủy thủ đoàn trước khi quay trở về Hoa Kỳ.
Holmes được chính thức hoàn trả cho Hoa Kỳ vào ngày 3 tháng 12, 1945, nhằm giảm bớt chi phí mà Anh phải trả cho Hoa Kỳ trong Chương trình Cho thuê-Cho mượn (Lend-Lease). Do dư thừa so với nhu cầu về tàu chiến sau khi chiến tranh đã chấm dứt, nó được rút tên khỏi danh sách Đăng bạ Hải quân Hoa Kỳ vào ngày 7 tháng 2, 1946 và bị bán cho hãng Walter H. Wilms and Company tại Detroit, Michigan vào tháng 10, 1947 để tháo dỡ.